# Інес Фунґ
Інес Фунґ (Inez Y. Fung; нар. 11 квітня 1949, Гонконг) — американська кліматологиня гонконзького походження, спеціалізується на змінах клімату та глобальному вуглецевому циклі. Докторка (1977), професорка Каліфорнійського університету в Берклі, де викладає від 1998 року, член Національної АН США (2001) і Американського філософського товариства (2014), а також тайванської Академії Сініка (2010), іноземна член Лондонського королівського товариства (2019).

## Життєпис
У Массачусетському технологічному інституті здобула ступінь бакалавра з прикладної математики зі спеціалізацією з гідродинаміки (1971) і доктора наук (Sc.D.) з метеорології (1977, науковий керівник Джул Чарні). Була постдоком у Центрі космічних польотів Ґоддарда НАСА, потім співпрацювала в Інституті космічних досліджень НАСА імені Годдарда, Обсерваторії Землі Ламонт-Доерті Колумбійського університету, Вікторіанському університеті в Канаді. Від 1998 року викладає в Каліфорнійському університеті в Берклі, вступила туди як директор-засновник Берклійського центру атмосферних наук, заслужена професорка, нині професорка науки про атмосферу; вона також є директоркою-засновником Берклійського інституту навколишнього середовища (Berkeley Institute of the Environment), його співдиректоркою. Від 2012 року входить до Національної наукової ради. Авторка звітів МГЕЗК.
Член Американської академії мистецтв і наук (2014). Фелло Американського метеорологічного товариства (1994) і Американського геофізичного союзу (1996).
Чоловік — Джим Бішоп (Jim Bishop), океанограф. В останні роки Інес Фунґ захоплюється грою на скрипці.
Відзначена медаллю НАСА «За видатні наукові заслуги» (1989), медаллю Роджера Ревелла Американського геофізичного союзу (2004), дослідницькою медаллю Карла-Густафа Росбі Американського метеорологічного товариства (2019) тощо.
- Fellows Medal, вища відзнака Каліфорнійської академії наук (2019)